# L'Homme, l'Orgueil et la Vengeance
Pour plus de détails, voir Fiche technique et Distribution.
L'Homme, l'Orgueil et la Vengeance (L'uomo, l'orgoglio, la vendetta) est un western spaghetti italo-allemand réalisé par Luigi Bazzoni en 1967 d'après la nouvelle Carmen de l'écrivain français Prosper Mérimée.

## Synopsis
Par amour pour Carmen (Tina Aumont), un jeune officier de l'armée espagnole (Franco Nero) tue par jalousie un capitaine et doit s'enfuir. Il rejoint un groupe de bandit dirigé par le lieutenant Garcia (Klaus Kinsky), lui aussi amoureux de Carmen ...

## Fiche technique
- Titre d'origine : L'uomo, l'orgoglio, la vendetta
- Titre français : L'Homme, l'Orgueil et la Vengeance
- Scénario : Luigi Bazzoni, Suso Cecchi D'Amico d'après la nouvelle Carmen de Prosper Mérimée
- Musique : Carlo Rustichelli
- Photographie : Camillo Bazzoni
- Montage : Roberto Perpignani
- Décors : Saverio d'Eugenio
- Costumes : Renato Beer et Helga Koller
- Pays d'origine :  Italie |  Allemagne de l'Ouest
- Langue de tournage : Italien
- Producteur : Luigi Rovere
- Sociétés de production : Regal Film, Fono Roma, Constantin Film
- Société de distribution : Rank Film
- Format : couleur — 35 mm — 2.35:1
- Genre : western spaghetti
- Durée : 91 minutes
- Date de sortie : 22 décembre 1967 en  Italie

## Distribution
- Franco Nero : Don José
- Tina Aumont : Carmen
- Klaus Kinsky (VF : René Bériard) : Lt. Miguel Garcia
- Guido Lollobrigida (en) : Tanquiero
- Franco Ressel (VF : Denis Savignat) : le capitaine
- Karl Schönböck (VF : Louis Arbessier) : un diplomate anglais
- Alberto Dell'Acqua (VF : Georges Poujouly) : Remendado
- Marcella Valeri (it) (VF : Marie Francey) : Dorotea
- Maria Mizar
- Mara Carisi (it)
- Anna De Padova
- Tino Boriani
- Ivan Giovanni Scratuglia (VF : Sady Rebbot) : un soldat
- Aldo Vasco (it)
- Hans Albrecht
- Luisa De Padova
- José Manuel Martín

## Autour du film
- Ce film est réalisé d'après la nouvelle Carmen de l'écrivain français Prosper Mérimée.